# Carpophthorella nigrifascia
Carpophthorella nigrifascia är en tvåvingeart som först beskrevs av Walker 1860.  Carpophthorella nigrifascia ingår i släktet Carpophthorella och familjen borrflugor. Inga underarter finns listade.